# Simulium adolfolutzi
Simulium adolfolutzi är en tvåvingeart som beskrevs av Peter Wolfgang Wygodzinsky 1951. Simulium adolfolutzi ingår i släktet Simulium och familjen knott. Inga underarter finns listade i Catalogue of Life.